# Rørd Regnar Johannes Hammer
Rørd Regnar Johannes Hammer (* 25. Februar 1855 in Wyk auf Föhr; † 16. Mai 1930 in Kopenhagen) war ein dänischer Seeoffizier.

## Leben

### Herkunft und Familie
Rørd Regnar Johannes Hammer war der Sohn des Seeoffiziers Otto Christian Hammer (1822–1892) und seiner Frau Henriette Jacobine Hastrup (1830–1912). Seine Mutter war eine Tante des späteren grönländischen Inspektors Oluf Hastrup (1875–1933). Sein Vater war zudem der Bruder der Fotografin Caroline Hammer (1832–1915). Seine Schwester Frederikke (1860–1927) war die Mutter des ebenfalls in Grönland tätigen Seeoffiziers Frits Hammer Kjølsen (1893–1985).
Am 3. Mai 1882 heiratete er in Kopenhagen Fanny Eleonora Hedemann (1860–1946), Tochter des Seeoffiziers Christian Carl Frederik Hedemann (1832–1916) und seiner Frau Mathilde Eleonore Kiellerup (1835–1920). Sie stammte aus einer dänischen Linie des deutschen Adelsgeschlechts Hedemann und war eine Enkelin des Offiziers Hans Hedemann (1792–1859). Aus der Ehe gingen vier Kinder hervor: Ellen Almira Hammer (1883–?) heiratete den Propst Johannes Theodor Engel (1875–1955), Inger Marie Hammer (1884–1967) heiratete den Departmentschef Aage Immanuel Tang Barfod (1878–1956), Hakon Hammer (1886–1942) wurde Schiffsreeder und war erst mit der Engländerin Daisy Hodges (1885–?), dann mit der Deutschen Adelheid von Bonin (1885–?), einer Tochter des Politikers Joachim von Bonin (1857–1921), verheiratet, und die jüngste Tochter Olga Hammer (1890) starb als Säugling.

### Karriere
Rørd Regnar Johannes Hammer wuchs auf Föhr auf, wo sein Vater militärisch tätig war, und hatte dadurch Kontakt mit einer alten Walfängergemeinschaft, wodurch sein Interesse für arktische Gewässer geweckt wurde. Er trat 1871 in die Marine ein und wurde 1875 Sekundleutnant und im Jahr darauf Premierleutnant. Gemeinsam mit Jens Arnold Diderich Jensen und Andreas Kornerup nahm er im Sommer 1879 an einer Kartografierungsexpedition zwischen Sisimiut und Kangaatsiaq in Grönland teil. Im folgenden Winter kartografierte er selbstständig ein Gebiet weiter nördlich bei Ilulissat. 1883 kartografierte er auch die restlichen Gebiete in der Diskobucht. Von 1884 bis 1887 und 1889 bis 1893 führte er geografische Untersuchungen vor der dänischen Küste durch. 1890 war er zum Kapitän ernannt worden. 1895 befuhr er mit der Hvidbjørnen Grönland, als das Schiff am 12. April 1895 nahe Itilliatsiaq sank. Von 1899 bis 1902 war er Abteilungsleiter im dänischen Seekartenarchiv und leitete die Kartografierung der Gewässer um Island und die Färöer. 1902 wurde er zum Kommandeur ernannt. 1903 wurde er zum Leiter der Seeoffiziersschule ernannt, was er bis 1910 blieb. Von 1910 bis zu seiner Pensionierung 1915 war er Equipagemeister.
Von 1903 bis 1917 war er Vorstandsmitglied in der Gesellschaft der dänischen atlantischen Inseln. Von 1910 bis 1921 war er Vorsitzender von Det Grønlandske Selskab. Von 1920 bis 1921 war er Mitglied der Grønlandskommission. 1917 wurde er zudem Vizevorsitzender des Dänischen Roten Kreuzes. Er trug zu Grønland i tohundredeaaret for Hans Egedes landing von 1921 bei und Danmarks Søfart og Søhandel II von 1919. Außerdem schrieb er 1928 eine Biografie über seinen Vater, Kaptajnløjtnant O. C. Hammer. En Livsskildring.

### Auszeichnungen
Er wurde 1894 zum Ritter des Dannebrogordens ernannt, 1904 zum Dannebrogmand, 1910 zum Kommandeur und 1914 zum Kommandeur 1. Grades des Dannebrogordens. Darüber hinaus trug er das Ehrenzeichen für guten Dienst in der Marine, das Ehrenzeichen des Dänischen Roten Kreuzes, Offizier der französischen Ehrenlegion, Ritter des griechischen Erlöser-Ordens, Kommandeur 2. Grades des norwegischen Sankt-Olav-Ordens, Träger des preußischen Roten Adlerordens 2. Klasse und Kommandeur des britischen Order of St Michael and St George. Rørd Regnar Johannes Hammer starb 1930 im Alter von 75 Jahren.